# Monumento natural

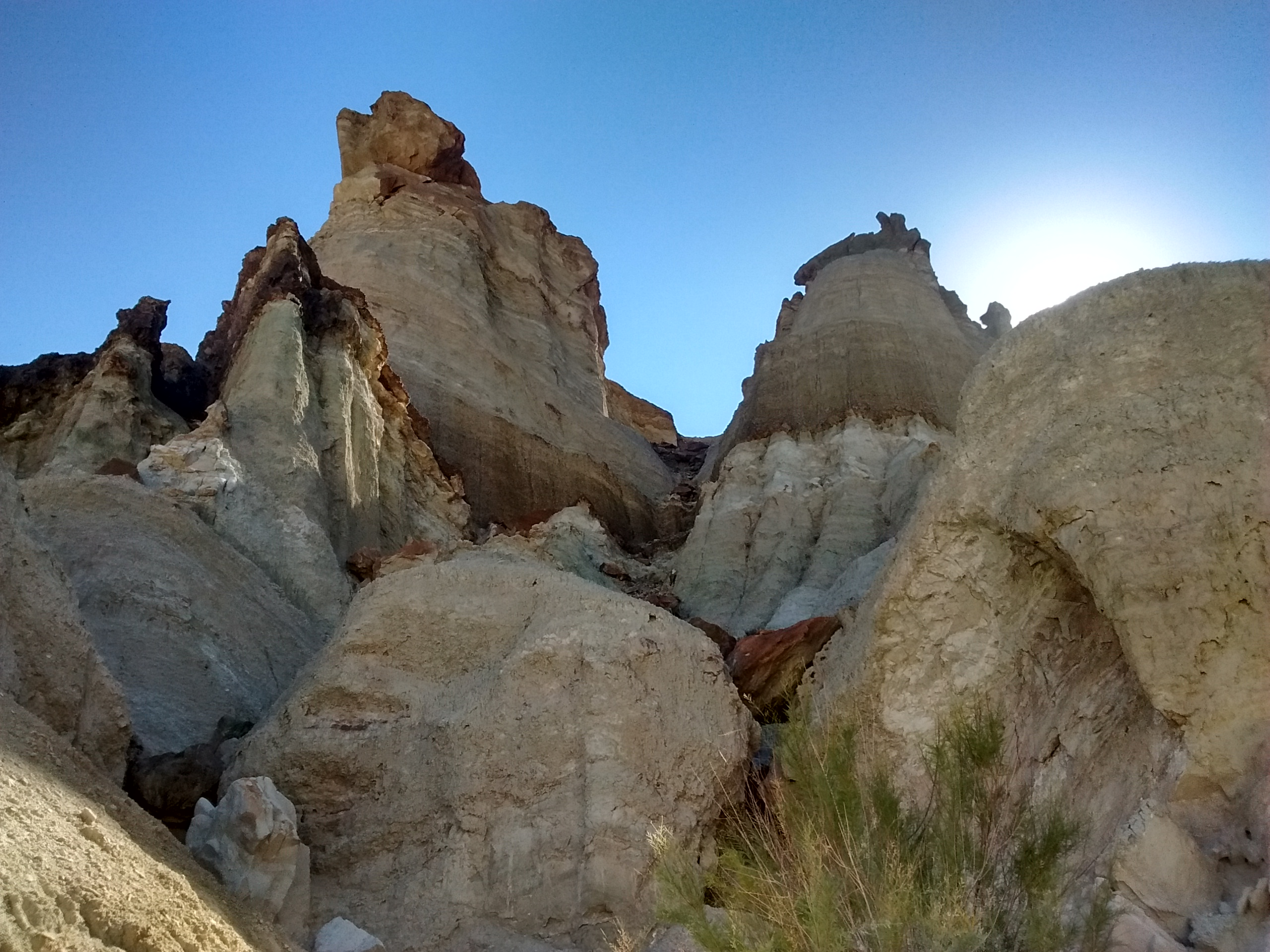
Monumento natural Cerro Alcázar. Provincia de San Juan, Argentina.

Un monumento natural es un elemento natural de singular valor paisajístico, geológico, histórico o de otro tipo (incluso valor simbólico), desde un árbol centenario hasta un bosque, una cueva, una isla, etc. y cuya conservación aconseja un tipo de protección especial, ya que normalmente se encuentran fuera de un entorno susceptible de tener una protección superior.

## España
En España, los monumentos naturales constituyen un tipo de figura de protección ambiental, junto con los parques naturales y reservas naturales. Tanto unas como otras, de acuerdo con las competencias transferidas a las comunidades autónomas por parte de la Administración General del Estado, pueden ser de carácter nacional o autonómico. Así, diversas comunidades tienen establecidos procedimientos y listados para monumentos naturales en su territorio.

Un ejemplo de monumento natural es el Drago Milenario de Icod de los Vinos y el Teide (ambos en Tenerife), o el Monte Santiago en el Valle de Losa.

### Criterio de protección
Espacios o elementos de la naturaleza constituidos básicamente por formaciones de notoria singularidad, rareza o belleza, que merecen ser objeto de una protección especial.
También se pueden considerar dentro de esta categoría las formaciones geológicas, los yacimientos paleontológicos y demás elementos de la gea que reúnan un interés especial por la singularidad o importancia de sus valores científicos, culturales o paisajísticos.
En los monumentos con carácter general estará prohibida la explotación de recursos, salvo en aquellos casos que por razones de investigación o conservación se permita la misma, previa la pertinente autorización administrativa.

## Colombia
En Colombia son equivalentes a "monumento natural", de acuerdo con la clasificación de la UICN, las siguientes subdivisiones:
- Santuario de fauna y flora
- Vía Parque
- Área natural única